# Språklig samlings litteraturpris
Språklig samlings litteraturpris är ett norskt litterärt pris som årligen delas ut av Landslaget for språklig samling till författare som först och främst framvisar litterära kvaliteter, men som i sin litterära konst också ger värdighet till språkformer som pekar fram mot ett gemensamt norskt skriftspråk. 

## Pristagare
- 1963 – Mikkjel Fønhus
- 1964 – Åsta Holth
- 1965 – Inget pris utdelades
- 1966 – Kåre Holt
- 1967 – Inget pris utdelades
- 1968 – Inget pris utdelades
- 1969 – Elling M. Solheim
- 1970 – Inget pris utdelades
- 1971 – Inget pris utdelades
- 1972 – Hans Børli
- 1973 – Monrad Norderval
- 1974 – Rolf E. Stenersen
- 1975 – Inget pris utdelades
- 1976 – Stein Ove Berg
- 1977 – Gutorm Gjessing
- 1978 – Inget pris utdelades
- 1979 – Olav Dalgard och Kirsten Langbo
- 1980 – Vidar Sandbeck
- 1981 – Inget pris utdelades
- 1982 – Dag Solstad
- 1983 – Erling Pedersen
- 1984 – Tove Nilsen
- 1985 – Einar Økland
- 1986 – Karin Sveen
- 1987 – Ingvar Ambjørnsen
- 1988 – Mari Osmundsen
- 1989 – Arvid Hanssen
- 1990 – Kim Småge
- 1991 – Jon Michelet
- 1992 – Laila Stien
- 1993 – Per Petterson
- 1994 – Ketil Gjessing
- 1995 – Øystein Sunde
- 1996 – Tron Øgrim
- 1997 – Magnar Mikkelsen
- 1998 – Rune Christiansen
- 1999 – Erling Kittelsen
- 2000 – Harald Rosenløw Eeg
- 2001 – Jonny Halberg
- 2002 – Øyvind Berg
- 2003 – Jo Eggen
- 2004 – Olav Skevik
- 2005 – Sverre Knudsen
- 2006 – Kyrre Andreassen
- 2007 – Lise Knudsen
- 2008 – Heidi Marie Kriznik
- 2009 – Kjersti Ericsson
- 2010 – Håvard Syvertsen
- 2011 – Ingvild H. Rishøi
- 2012 – Mona Høvring
- 2013 – Wenche-Britt Hagabakken
- 2014 – Hanne Bramness